# Dude Ranch
Dude Ranch to drugi studyjny album zespołu Blink-182 wydany w 1997 roku nakładem MCA Records. Nagrany został przez członków zespołu po przeprowadzce do Encinitas w Kalifornii. Dwie piosenki z tego albumu, "Josie" i "Dammit" stały się w 1998 przebojami w USA. Płyta została nagrodzona wieloma nagrodami oraz przyniosła zespołowi sławę w Stanach Zjednoczonych i Australii. 

## Lista utworów
1. "Pathetic" – 2:28
2. "Voyeur" – 2:43
3. "Dammit" – 2:45
4. "Boring" – 1:41
5. "Dick Lips" – 2:57
6. "Waggy" – 3:16
7. "Enthused" – 2:48
8. "Untitled" – 2:46
9. "Apple Shampoo" – 2:52
10. "Emo" – 2:50
11. "Josie" – 3:19
12. "A New Hope" – 3:45
13. "Degenerate" – 2:28
14. "Lemmings" – 2:38
15. "I'm Sorry" – 5:37
16. "Dog Lapping" (utwór dodatkowy)

## Twórcy
- Tom DeLonge - wokal, gitara
- Mark Hoppus - wokal, gitara basowa
- Scott Raynor - perkusja

## Single
- "Lemmings" (1996)
- "Dammit" (1997)
- "Apple Shampoo" (1997)
- "Dick Lips" (1998)
- "Josie" (1998)